# Nikolaus Korab
Nikolaus Korab (* 1963 in Wien) ist ein österreichischer Fotokünstler.
Von 1998 bis 2005 hatte er einen Lehrauftrag an der Universität für angewandte Kunst in Wien an der Meisterklasse Adolf Frohner. Seine Werke wurden seit 1983 in Ausstellungen gezeigt. Außerdem hat Korab mehrere Bücher publiziert. Er lebt in Wien und Niederösterreich.

## Ausstellungen

### Einzelausstellungen
- 1983: Photos 1980–1983, Fotogalerie Wien
- 1991: Photos 1986–1991, Fotogalerie Wien
- 2001: Bilder/Menschen, Wasserturm Wien
- 2004: Das Schwadorf-Projekt, oa-Galerie, Wien
- 2004: Neuland, Ulrike Hrobsky – Galerie, Wien
- 2007: Reise ins Innere, Galerie Artmark, wien

### Ausstellungsteilnahmen
- Bilder von Wienern – Eine fotografische Hommage im Sinne Nestroys – 2001 in Wien, 2004 in Berlin und 2006 in Moskau ausgestellt
- True Fictions – Inszenierte Fotokunst der 1990er Jahre – von 2001 bis 2005 in mehreren deutschen Städten ausgestellt

## Auszeichnungen
- 1981: Jugendpreis der Ersten Österreichischen Sparkasse
- 1985: Goldmedaille des CCA für vorzügliche Werbung
- 1994: Kodak-Preis für Farbfotografie
- 2001: Preis des Österreichischen Buchhandels

## Publikationen
- mit Stefan May (Text): Der Westbahnhof: Geschichte – Wandel – Aufbruch, Pichler Verlag, Wien 2012, ISBN 978-3854316015.
- Bilderreise: travelling beyond, Metroverlag, Wien 2009, ISBN 978-3-9025-1759-3.
- Reise ins Innere, Verlag Bibliothek der Provinz, Weitra 2007, ISBN 978-3-8525-2819-9.
- mit Thomas Hofmann: Weinviertel. Wunderbares, Unerforschtes, Verborgenes, Pichler Verlag, Wien 2003, ISBN 3-85431-312-8.
- Portraits: zeitgenössische Kunstschaffende Österreichs, Verleger Richard Pils, Verlag Bibliothek der Provinz, Weitra 2000, ISBN 3-85252-376-1.
- Wandzeichen Bilderpaare, Droschl, Graz 1993, ISBN 978-3854203582.
- mit Antonio Fian: Schreibtische österreichischer Autoren, Droschl, Graz 1987, ISBN 978-3-8542-0117-5.